# RockYou
RockYou fue una compañía que desarrolló widgets para MySpace e implementó aplicaciones para varias redes sociales y Facebook. Desde 2014, se ha dedicado principalmente a la compra de derechos de videojuegos clásicos; incorpora anuncios en el juego y redistribuye los juegos.

## Historia
Con sede en San Francisco, California, RockYou fue fundada en 2005 por Lance Tokuda y Jia Shen . El primer producto de la compañía, un servicio de presentación de diapositivas, fue diseñado para funcionar como un widget de aplicación . Las aplicaciones posteriores incluyeron varias formas de correo de voz, texto y estilización de fotos y juegos. A diciembre de 2007, fue el creador de widgets más exitoso para la plataforma de Facebook en términos de instalaciones totales.
En mayo de 2007, RockYou fue una de las compañías invitadas a participar en F8 , el evento en el que Facebook anunció una plataforma abierta que permite a terceros desarrollar y operar sus propias aplicaciones de software en el sitio web de Facebook. Las aplicaciones hechas para Facebook incluyen Super Wall,  "Hug Me", Likeness, Vampires, Slideshows, Birthdaydays, MyGifts y Emote, entre otros.
En diciembre de 2009, RockYou experimentó una violación de datos que resultó en la exposición de más de 32 millones de cuentas de usuario. Esto resultó del almacenamiento de datos de usuario en una base de datos no cifrada (incluidas las contraseñas de usuario en texto plano en lugar de usar un hash criptográfico ) y no parchear una vulnerabilidad de SQL de diez años . RockYou no proporcionó una notificación del incumplimiento a los usuarios y comunicó erróneamente el alcance del incumplimiento.
En octubre de 2010, la compañía completó importantes despidos.  En noviembre de 2010, el fundador y CEO de la compañía , Lance Tokuda, renunció a su cargo como CEO  y luego fue reemplazado por Lisa Marino en abril de 2011.
En 2010, RockYou anunció la adquisición de dos estudios de desarrollo de juegos, TirNua  y Playdemic  , así como acuerdos de desarrollo para dos nuevos juegos del estudio de juegos sociales de John Romero Loot Drop . El primer juego de Playdemic, Gourmet Ranch , fue nominado en febrero de 2011 para un Premio Mochi al Mejor Juego Social. Los inversores de RockYou incluyen SoftBank , Sequoia Capital , Lightspeed Venture Partners, Partech International y DCM . 
En 2011, la compañía acordó someterse a dos auditorías de seguridad independientes para resolver una demanda colectiva propuesta en California sobre una violación de datos de 2009 que expuso millones de contraseñas y direcciones de correo electrónico.
En 2012, la compañía resolvió los cargos de la Comisión Federal de Comercio . El acuerdo prohibió futuras reclamaciones engañosas de la compañía con respecto a la privacidad y la seguridad de los datos, le exigió implementar y mantener un programa de seguridad de datos, prohibió futuras violaciones de la Norma de la Ley de Protección de Privacidad en Línea para Niños (COPPA) y le exigió que pagara una multa civil de $ 250,000 para liquidar los cargos de COPPA.
El 13 de junio de 2012, RockYou adquirió el desarrollador de Bingo Ryzing  y trasladó su sede a San Francisco, California.  En agosto de 2012, RockYou lanzó The Walking Dead Social Game basado en la exitosa serie de AMC del mismo nombre .  En abril de 2014, RockYou compró tres juegos sociales de Playdom de Disney : Gardens of Time , Words of Wonder y City Girl , y anunció que está licenciando Army Attack , Crazy Penguin Wars , Millionaire City y Zombie Lane deDigital Chocolate.
En 2015, RockYou compró a Kabam The Godfather: Five Families , Kingdoms of Camelot , Edgeworld , Glory of Rome y Dragons of Atlantis .
En 2016, RockYou adquirió War of Nations de GREE .
En 2019, RockYou cerró su popular juego de póker PurePlay Poker sin previo aviso. Poco después, el sitio web corporativo de RockYou se oscureció.
En febrero de 2019, después de varias publicaciones en Facebook que promocionan "noticias emocionantes" y un plan para actualizar servidores, RockYou anuncia el cierre de The Godfather: Five Families. Los jugadores recibieron un aviso de 5 días.
El 13 de febrero de 2019, RockYou se declaró en bancarrota conforme al Capítulo 7 en el Tribunal de Quiebras de EE. UU. Para el Distrito Sur de Nueva York. 

### Filtración de datos
En diciembre de 2009, la compañía experimentó una violación de datos que resultó en la exposición de más de 32 millones de cuentas de usuario. La compañía utilizó una base de datos sin cifrar para almacenar los datos de la cuenta de usuario, incluidas las contraseñas de texto sin formato (en lugar de los hashes de contraseñas ) para su servicio, así como las contraseñas de las cuentas conectadas en los sitios asociados (incluidos Facebook, Myspace y servicios de correo web). Rock: También enviaría por correo electrónico la contraseña sin cifrar al usuario durante la recuperación de la cuenta. Tampoco permitieron el uso de caracteres especiales en las contraseñas. Los piratas informáticos utilizaron una vulnerabilidad de SQL de 10 años para obtener acceso a la base de datos. La compañía tardó días en notificar a los usuarios después del incidente, e inicialmente informó incorrectamente que la violación solo afectó a las aplicaciones más antiguas cuando en realidad afectó a todos los usuarios de RockYou.

## Zoo World
El juego más jugado de RockYou, Zoo World , es una aplicación gratuita de redes sociales donde los usuarios intentan construir el mejor zoológico que pueden. Los participantes pueden construir en varias islas y decorar su zoológico con quioscos, árboles y una gran variedad de animales. Además, tiene características como criar animales, recolectar objetos y visitar las islas del zoológico de amigos. El acto de subir de nivel se basa en los logros de las tareas. Los usuarios también pueden ganar puntos de vida silvestre, una recompensa adicional que se puede usar para comprar artículos especiales, como animales extremadamente raros y artículos decorativos raros. Los puntos de vida silvestre se pueden ganar criando animales, completando niveles y trofeos, o comprándolos a través de PayPal o tarjeta de crédito. Por último, alrededor de cada día festivo hay eventos, nuevos animales y nuevos artículos para agregar al zoológico.
En mayo de 2011, RockYou anunció que Zoo World 2 , la secuela del Zoo World original , estaría disponible en Facebook el 8 de junio de 2011.